# Diomede Pantaleoni
Diomede Pantaleoni (Macerata, 21 marzo 1810 – Roma, 3 maggio 1885) è stato un medico e politico italiano.

## Biografia
Era il quarto figlio di Pantaleone Pantaleoni, avvocato, e di Marianna Petrucci.
Durante il pontificato di Pio IX (1846 - 1878) fece parte dei gruppi politici moderati che sostenevano programmi riformatori, dissociandosi dalla repubblica del 1849.
Collaborò poi con Cavour, intavolando trattative segrete con Napoleone III per risolvere la questione romana.
Eletto deputato del Regno d'Italia, venne espulso da Roma; fu nominato senatore il 6 novembre 1873 e scrisse varie opere di natura politica. Nel 1870 fu scelto come commissario degli Ospedali Riuniti di Roma e in tale veste restaurò l'Ospedale di San Rocco per le partorienti e le celate.
Fu padre dell'economista Maffeo Pantaleoni, amico di Vilfredo Pareto e propugnatore del marginalismo in Italia.